# Chiesa di San Romano martire (Roma)
La chiesa di San Romano martire è una chiesa di Roma, nel quartiere Pietralata, in largo Antonio Beltramelli.

## Storia
Costruita nel 2004, la chiesa è sede dell'omonima parrocchia istituita nel 1973 e affidata al clero diocesano romano. Fino al 2004 la parrocchia era ospitata presso alcuni locali in via delle Cave di Pietralata n. 43/45.
È dedicata a san Romano martire, commemorato il 9 agosto.
La parrocchia è stata eretta il 6 febbraio 1973 con il decreto del cardinale vicario Ugo Poletti Neminem fugit. Il suo territorio è stato desunto da quello della parrocchia di Sant'Atanasio.
Dal 14 febbraio 2015 insiste su di essa l'omonimo titolo cardinalizio.

## Descrizione
La chiesa è opera dell'architetto Igino Pineschi. Ha pianta quasi rettangolare, l'aula principale ha un'unica navata; sulla destra si trova la cappella del Santissimo Sacramento, a pianta trapezoidale, mentre l'adiacente area del confessionale ha pianta circolare.
La facciata è caratterizzata da una vetrata incorniciata in un massiccio portale che ha la funzione di ingresso coperto.
Funge da campanile un traliccio metallico, posto su una trabeazione in cemento armato che copre un cancello di accesso al cortile.
All'interno, sono visibili le strutture metalliche che sorreggono la copertura, che partono da una trave continua in cemento armato, appoggiata su quattro pareti rivestite in laterizio. L'altare, il tabernacolo e l'ambone sono in travertino. L'abside è impreziosita da un mosaico, opera di Marko Ivan Rupnik e del Centro Aletti, che raffigura San Romano che in carcere (simboleggiato da una croce) riceve il battesimo da San Lorenzo: attraverso il battesimo è associato alla maestà di Gesù, che lo ricopre con il suo mantello in una scena più grande, in cui Gesù riceve l'adorazione di Maria Santissima e di san Giovanni Battista. La zona del fonte battesimale è collocata alla sinistra del presbiterio.